# بورود
بورود (به آلمانی: Borod) یک شهر در آلمان است که در وستروالدکرایس واقع شده‌است.